# Les Tres Torres
|  | Per a altres significats, vegeu «Tres Torres». |

Les Tres Torres és un barri del districte de Sarrià - Sant Gervasi de Barcelona. Els seus límits són: la Via Augusta, els carrers del Doctor Carulla i  de Ganduxer, avinguda Diagonal, avinguda de Sarrià, passeig de Manuel Girona, carrers de Bosch i Gimpera, del Cardenal Vives i Tutó, de Font Coberta, de Bonaplata i dels Vergós.

## Història i descripció
Va sorgir a la segona meitat del segle xix amb el nom de Gironella, al SE del nucli de Sarrià, entre la carretera de Barcelona a Sarrià i el ferrocarril. El carrer homònim fou obert als terrenys de la finca de la Nena Casas, on el 1903 els germans Mas i Romaní van fer construir tres cases, una per a cada germà, projectades per l'arquitecte Bonaventura Conill.
Entre el 1906 i el 1916 s'hi va construir una estació de ferrocarril, que actualment pertany a la línia Barcelona-Vallès dels FGC. També s'ha de destacar la instal·lació d'una sèrie de camps de futbol al llarg de la primera meitat del segle xx, condicionats pels mateixos usuaris. Abans de la Guerra Civil, el principal club era el Club Tres Torres, amb seu al carrer del Milanesat.
Inicialment era un barri de cases unifamiliars burgeses amb jardí, amb alguns nuclis de cases menestrals, substituïdes en gran part per blocs aïllats d'habitatges de luxe. El nucli  més antic es troba al voltant del mercat (carrers dels Vergós i de les Escoles Pies), i també incorpora el sector de Can Ràbia, format per edificis residencials construïts al solar de l'estadi de Sarrià del RCD Espanyol.